# Rubus spiculus
Rubus spiculus är en rosväxtart som beskrevs av K. Meijer. Rubus spiculus ingår i släktet rubusar, och familjen rosväxter. Inga underarter finns listade i Catalogue of Life.